# Anastasiya Kolésnikova
Anastasiya Kolésnikova (Kazán, Rusia, 10 de junio de 1983) es una gimnasta artística rusa, subcampeona olímpica en 2000 en el concurso por equipos.

## 2000
En las Olimpiadas de Sídney gana la medalla de plata en el concurso por equipos, por detrás de Rumania (oro) y delante de Estados Unidos (bronce), siendo sus compañeras de equipo: Svetlana Khorkina, Anna Chepeleva, Yekaterina Lobaznyuk, Elena Produnova y Elena Zamolodchikova.